# Coscienza morale
La coscienza è una funzione generale della capacità umana di conoscere, la coscienza morale è l'applicazione di questa funzione alla conoscenza di aspetti etici.
Nell'etica, che presuppone l'esistenza di valutazioni a quella di un soggetto osservatore in cui queste possano formarsi ed esistere, la coscienza morale viene indicata come la capacità di distinguere il bene e il male e di agire di conseguenza. Essa viene legata indissolubilmente alla capacità del soggetto di giudicare sé stesso e indirizzare i propri comportamenti, e al conseguente sentimento di soddisfazione o di colpa.
Al tempo stesso tale concetto presuppone una legge morale assoluta, alla quale la coscienza attinga il proprio giudizio, la quale alberghi nel fondo dell'anima di ciascun individuo, come una verità data. Perciò il concetto di coscienza morale, caro alla filosofia cartesiana e in generale al pensiero spiritualista, è invece trascurato dalle correnti materialiste, che preferiscono interpretare la coscienza in chiave psicologica, psicofisica e neurofisiologica.

## Filosofia
La coscienza morale è trattata da Nietzsche come il più sublime stratagemma che la morale dei "deboli" (cioè la forma che la morale assume da Socrate in poi, attraverso il giudaismo, il Cristianesimo, il razionalismo etico, fino a Kant ed Hegel) assume per controllare l'azione degli individui come forma di controllo.
La coscienza è tema fondamentale nelle filosofie novecentesche. In particolare, ha un ruolo essenziale nella fenomenologia, che si definisce come "studio della coscienza nella sua intenzionalità". In essa, la coscienza è priva di connotazione morale diretta e diventa concetto puramente gnoseologico. La coscienza e la conoscenza diventano quindi strettamente imparentate, anche sulla scia della rivoluzione psicoanalitica. Diversa è la posizione di Lévinas, che nella sua filosofia dell'"altrimenti che essere" subordina (sebbene questo termine sia improprio) la coscienza (ossia il pensiero logico), parte intrinseca dell'essere nella sua dialettica del detto, alla responsabilità-per-altri, ossia a quella dimensione "etica" che va al di là dell'essenza, che in quanto tale non è parte del regno della logica, e che è quindi pre-coscienziale (pre-originale o an-archica); in Levinas quindi, non vi è sostanziale differenza tra parola e pensiero logico formulato. Levinas tuttavia recupera la nozione di coscienza per riferirvi l'atteggiamento riparatore della giustizia.

### Concezione greca
La coscienza è un concetto filosofico difficilmente assimilabile alle filosofie greche, che si riferiscono perlopiù all'anima. Possiamo trovare un'analogia con il moderno concetto di coscienza nella parentela tra noesis e noema, in cui la noesis è il processo cognitivo e il noema è il dato cognitivo acquisito.

### La scolastica
Movimento filosofico nato nel XI secolo. Il termine scolastica è generalmente usato come sinonimo di filosofia medievale, in quanto l'ambito di elaborazione e diffusione del pensiero filosofico del Medioevo era costituito dalle scuole monastiche e cattedrali e, successivamente, dalle università. "ognuno ha una propria coscienza morale per cui agisce al meglio o purtroppo in alcuni casi in peggio..."
in fase di scrittura

### Kant
Kant fu uno dei più importanti esponenti dell'illuminismo tedesco, e anticipatore - nella fase finale della sua speculazione - degli elementi fondanti della filosofia idealistica.
Ad avviso di molti, uno dei principali meriti della dottrina kantiana è di aver superato la metafisica dogmatica operando una rivoluzione filosofica tramite una critica della ragione che determina le condizioni e i limiti delle capacità conoscitive dell'uomo nell'ambito teoretico, pratico ed estetico.
Per Kant la coscienza "morale" è un tema centrale: celebre è la sentenza «Il cielo stellato sopra di me, la legge morale in me». La coscienza dunque è la "voce" che la legge morale (ossia l'imperativo categorico) assume nelle esistenze umane.

## Religione

### Chiesa Cattolica
Il Concilio Vaticano II ne parla in questi termini:
Nell'intimo della coscienza l'uomo scopre una legge che non è lui a darsi, ma alla quale invece deve obbedire e la cui voce, che lo chiama sempre ad amare e a fare il bene e a fuggire il male, quando occorre, chiaramente parla alle orecchie del cuore [...]. L'uomo ha in realtà una legge scritta da Dio dentro al suo cuore [...]. La coscienza è il nucleo più segreto e il sacrario dell'uomo, dove egli si trova solo con Dio, la cui voce risuona nell'intimità propria (Gaudium et Spes 16).
Il Catechismo della Chiesa Cattolica sviluppa il tema sviluppando l'insegnamento della scolastica secondo cui la coscienza è un giudizio della ragione che presiede alle scelte morali:
La coscienza morale le ingiunge (alla persona), al momento opportuno, di compiere il bene e di evitare il male. Essa giudica anche le scelte concrete, approvando quelle che sono buone, denunciando quelle cattive (n. 1777).
La coscienza morale è un giudizio della ragione mediante il quale la persona umana riconosce la qualità morale di un atto concreto che sta per porre, sta compiendo o ha compiuto (n. 1778).
Ribadisce l'obbligo per la persona di seguire la voce della sua coscienza (ib.).
Una condizione essenziale perché ciò avvenga è quella "di essere sufficientemente presente a sé stesso al fine di sentire e seguire la voce della propria coscienza" (n. 1779): una "ricerca di interiorità quanto mai necessaria" (ib.).
La coscienza è una facoltà della persona, e il Catechismo aggiunge che "la dignità della persona umana implica ed esige la rettitudine della coscienza morale" (n. 1780).
"La coscienza permette di assumere la responsabilità degli atti compiuti" (n. 1781).
La sezione si chiude richiamando al rispetto della coscienza altrui:
L'uomo ha il diritto di agire in coscienza e libertà, per prendere personalmente le decisioni morali. L'uomo non deve essere costretto "ad agire contro la sua coscienza. Ma non si deve neppure impedirgli di operare in conformità ad essa, soprattutto in campo religioso" (Dignitatis Humanae 3) (n. 1782).
La sezione seguente richiama la necessità di educare e formare la coscienza. I criteri di questa formazione vengono dalla Parola di Dio, che il credente cerca di assimilare nella fede e nella preghiera, per arrivare a metterla in pratica (nn. 1783-1785).
Un'altra sezione affronta la possibilità che la coscienza indichi un comportamento erroneo, e presenta alcuni criteri fondamentali che possono aiutare a discernere la retta voce della coscienza:
- Non è mai consentito fare il male perché ne derivi un bene.
- La "regola d'oro": "Tutto quanto volete che gli uomini facciano a voi, anche voi fatelo a loro » (Matteo 7,12).
- La carità passa sempre attraverso il rispetto del prossimo e della sua coscienza (nn. 1786-1789)

L'ultima sezione presenta i casi in cui la coscienza può essere erronea, e l'origine di questa situazione. In alcuni casi c'è una colpevolezza, "quando l'uomo non si cura di cercare la verità e il bene, e quando la coscienza diventa quasi cieca in seguito all'abitudine del peccato" (cit. di Gaudium et Spes 16; n. 1792).
All'origine delle deviazioni del giudizio nella condotta morale possono esserci la non conoscenza di Cristo e del suo Vangelo, i cattivi esempi dati dagli altri, la schiavitù delle passioni, la pretesa di una malintesa autonomia della coscienza, il rifiuto dell'autorità della Chiesa e del suo insegnamento, la mancanza di conversione e di carità (n. 1793). In questi casi la Chiesa cattolica parla di "ignoranza vincibile".
Ci sono anche casi di "ignoranza invincibile", quando "il giudizio erroneo è senza responsabilità da parte del soggetto morale". In tal caso "il male commesso dalla persona non può esserle imputato. Nondimeno resta un male, una privazione, un disordine. È quindi necessario adoperarsi per correggere la coscienza morale dai suoi errori" (n. 1793).

### Induismo
Presso l'Induismo, un concetto molto vicino a quello di coscienza prende il nome di Antaryami, il maestro o guru interiore, che guida dall'interno l'aspirante spirituale, manifestandosi come intuizione che fa compiere l'azione giusta.